# Campeonato Sudamericano de Football 1916
Il Campeonato Sudamericano de Football 1916 fu la prima edizione della Copa América di calcio. Fu organizzato dall'Argentina, che proprio quell'anno celebrava il primo centenario dell'indipendenza, dal 2 al 17 luglio 1916. Poiché il trofeo della "Copa América" fu creato nel 1917, il Campeonato 1916 è considerato una edizione a carattere straordinario (Extraordinario), come le altre in cui non fu assegnata la Coppa. Il trofeo messo in palio nel 1916 fu la "Copa Murature".

## Stadi
Due furono gli stadi che ospitarono le gare, ambedue nell'area metropolitana di Buenos Aires:
| Città        | Stadio                     |
| ------------ | -------------------------- |
| Avellaneda   | Estadio Colón y Alsina     |
| Buenos Aires | Estadio Gimnasia y Esgrima |

## Squadre partecipanti
Le quattro partecipanti, allora unici quattro membri della CONMEBOL, furono semplicemente invitate; non si ebbe alcuna fase di qualificazione.
| N° | Nazione   | Iscrizione CONMEBOL | Note                                                                   |
| -- | --------- | ------------------- | ---------------------------------------------------------------------- |
| 1  | Argentina | 1916                | Nazione ospitante e detentrice Copa Centenario Revolución de Mayo 1910 |
| 2  | Brasile   | 1916                |                                                                        |
| 3  | Cile      | 1916                |                                                                        |
| 4  | Uruguay   | 1916                |                                                                        |

### Divise da gioco
| Argentina | Brasile | Cile | Uruguay |

## Formula
La formula prevedeva che le quattro squadre partecipanti si affrontassero in un unico girone all'italiana, la cui prima classificata avrebbe vinto il torneo. Per ogni vittoria si attribuivano 2 punti, 1 per ogni pareggio e 0 per ogni sconfitta.

## Assegnazione
La Federazione argentina invitò le quattro nazionali affiliate alla CSF per la prima edizione assoluta del Campeonato Sudamericano de Football. Per la verità, l'intenzione di tornare a disputare un torneo internazionale tra Nazionali sudamericane dopo la Copa Centenario del 1910 era già stata manifestata in alcune occasioni precedenti: per esempio, la Federazione cilena intendeva organizzare nel 1915 (come era stato programmato durante una riunione della CSF) un «torneo tra tutte le associazioni dei paesi sudamericani affiliati alla FIFA», ma le alle proposte non fu dato séguito. Ci furono alcuni disguidi organizzativi, dovuti in parte ai mezzi dell'epoca (peraltro, ulteriormente ridotti dalla concomitante Prima guerra mondiale) e in parte alle numerose divisioni interne presenti nelle federazioni calcistiche dei paesi partecipanti: a far parte della CSF erano infatti Federación Argentina de Football (Argentina), Confederação Brasileira de Desportos (Brasile), Federación Sportiva Nacional (Cile) e Liga Uruguaya de Football (Uruguay). L'Argentina usciva da un periodo (1912-1914) in cui coesistevano due federazioni rivali (FAF e AAF); il Brasile viveva un momento di contrasti tra la Federação Brasileira de Sports e la Federação Brasileira de Futebol, e le divergenze furono risolte solo poco prima dell'inizio del Campeonato Sudamericano (precisamente il 21 giugno 1916); il Cile era riuscito a formare una federazione unica solo il 30 maggio 1915, con la creazione del comitato che riuniva in sé i rappresentanti della Federación Sportiva Nacional e la Asociación de Football de Chile. Il Brasile giunse in Argentina in treno: alla selezione brasiliana era stato negato il viaggio via nave, che era in programma sulla nave Jupiter, a causa dell'opposizione del consigliere Ruy Barbosa, a capo della delegazione diplomatica, che non vedeva di buon occhio i calciatori.

## Riassunto del torneo

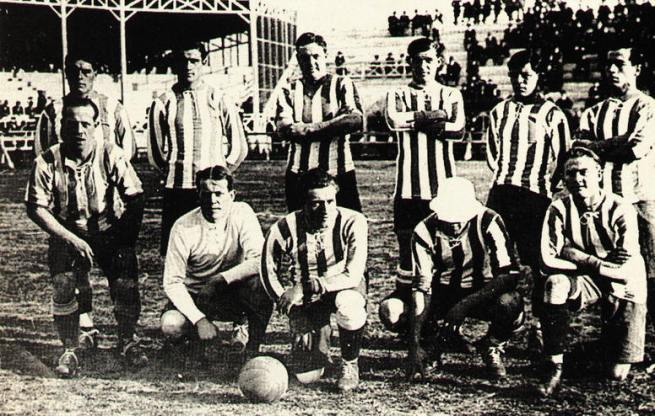
L'Argentina padrona di casa.

La prima partita nella storia del Campeonato Sudamericano fu disputata il 2 luglio tra Uruguay e Cile, allo Estadio Gimnasia y Esgrima di Buenos Aires: all'incontro, arbitrato da Hugo Gronda, assistettero circa 3 000 persone (ma altre fonti riportano 10 000 o 30 000); la partita si concluse 4-0, e il primo storico gol fu realizzato al 44' dall'uruguaiano José Piendibene (calciatore passato alla storia per la sua sportività, in quanto dopo aver segnato non esultava mai per non offendere gli avversari). Vi furono alcune critiche, da parte dei cronisti cileni, sul fatto che l'Uruguay schierasse una prima linea «composta da professionisti, tra i quali figurano tre neri africani», e gli stessi cileni pensarono di avanzare una formale protesta, considerando irregolare l'accaduto: il capitano cileno Unzaga fu invitato a sostenere che, se la vittoria era stata ottenuta grazie ai giocatori professionisti e a quelli di colore, non era valida. L'Argentina padrona di casa esordì il 6 luglio, sempre contro il Cile: la vittoria per 6-1 vide tre doppiette (Ohaco, Brown e Marcovecchio) e il primo gol assoluto del Cile, segnato da Telésforo Báez. Il Brasile debuttò l'8 luglio: i brasiliani pareggiarono per 1-1 con il Cile, che disputò la sua ultima partita nella competizione; le reti furono di Demósthenes, che divenne così il primo realizzatore della Nazionale brasiliana al Sudamericano, e di Salazar per i cileni. Il 10 luglio si affrontarono Argentina e Brasile: fu un altro pareggio per 1-1, con gol di Laguna e Alencar. Il 12 luglio la vittoria dell'Uruguay sul Brasile (peraltro ottenuta in superiorità numerica per via dell'infortunio del brasiliano Orlando in seguito a uno contrasto con Piendibene) pose gli uruguaiani in testa alla classifica e resero decisiva l'ultima gara, in programma per il 16 luglio a Buenos Aires.
Il 16 luglio si presentarono a Buenos Aires circa 30 000 o 40 000 persone: lo stadio, però, poteva contenerne solo 18 000. Ciò, secondo alcune fonti, fu originato dalla vendita di un numero eccessivo di biglietti, che superava la capienza dello stadio, mentre secondo altri la grande affluenza derivò da un annuncio in cui si affermava che l'entrata era gratuita. Il pubblico, pur di assistere alla partita finale, si dispose in ogni luogo disponibile, arrivando a invadere parzialmente il campo da gioco. Poiché l'eccedenza di spettatori rendeva impossibile il regolare svolgimento dell'incontro, gli organizzatori decisero di rinviare la partita al giorno seguente (secondo altre fonti, furono giocati i primi cinque minuti prima di fermare la gara). Vi furono anche alcuni incidenti tra i tifosi avversari, mentre alcune cronache riportano la presenza di fiamme all'interno dello stadio (le cui tribune erano in legno). Il 17 luglio
si tenne quindi l'ultima partita, davanti a circa 17 000 spettatori, allo stadio del Racing Club; ad arbitrare fu Carlos Fanta, commissario tecnico della Nazionale cilena che durante la competizione era stato impiegato anche come direttore di gara. Il pareggio per 0-0 consentì all'Uruguay di vincere la prima edizione del Campeonato Sudamericano, aggiudicandosi così la Copa Murature.

## Risultati

### Classifica
| Pos. | Squadra   | Pt | G | V | N | P | GF | GS | DR |
| ---- | --------- | -- | - | - | - | - | -- | -- | -- |
| 1.   | Uruguay   | 5  | 3 | 2 | 1 | 0 | 6  | 1  | +5 |
| 2.   | Argentina | 4  | 3 | 1 | 2 | 0 | 7  | 2  | +5 |
| 3.   | Brasile   | 2  | 3 | 0 | 2 | 1 | 3  | 4  | -1 |
| 4.   | Cile      | 1  | 3 | 0 | 1 | 2 | 2  | 11 | -9 |

### Risultati
| Arbitro: | Gronda |

|                                   |           |  |
| Piendibene 44’ 75’ Gradín 55’ 70’ | Marcatori |  |

| Arbitro: | Pullen |

|                                                               |           |          |
| Ohaco 2’ 75’ Brown 60’ (rig.) 62’ (rig.) Marcovecchio 67’ 81’ | Marcatori | 44’ Báez |

| Arbitro: | Peyrou |

|             |           |                 |
| Salazar 85’ | Marcatori | 29’ Demósthenes |

| Arbitro: | Fanta |

|            |           |             |
| Laguna 10’ | Marcatori | 23’ Alencar |

| Arbitro: | Fanta |

|                        |           |                 |
| Gradín 58’ Tognola 77’ | Marcatori | 8’ Friedenreich |

| Avellaneda 17 luglio 1916 | Argentina | 0 – 0 referto | Uruguay | Estadio Racing Club (17 000 spett.)\| Arbitro: \| Fanta \| |
| Arbitro:                  | Fanta     |               |         |                                                            |

### Classifica marcatori
3 gol
- Gradín.

2 gol

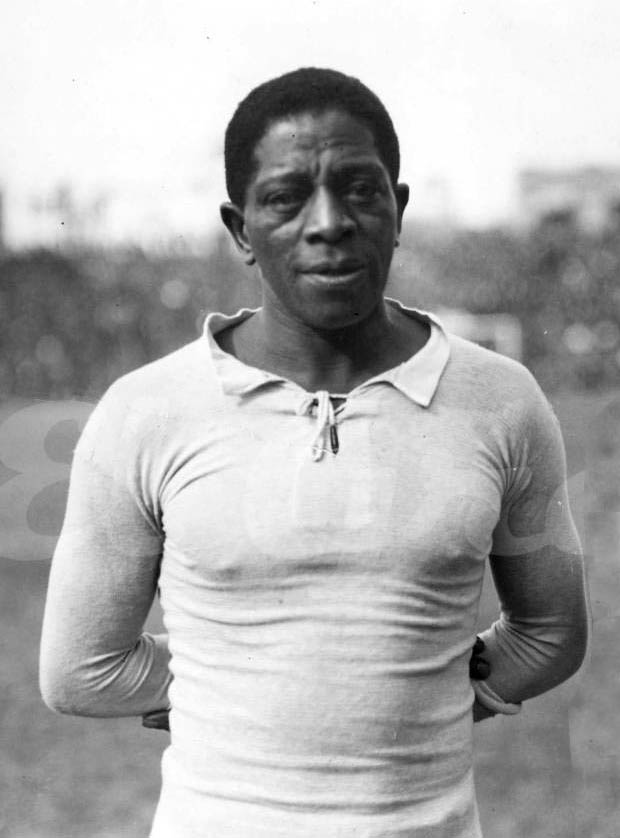
Isabelino Gradín

- Brown, Marcovecchio e Ohaco;
- Piendibene.

1 gol
- Laguna;
- Alencar, Demósthenes e Friedenreich;
- Báez e Salazar.
- Tognola.

## Arbitri
- Hugo Gronda
- Sidney Pullen
- Carlos Fanta
- León Peyrou